# Gabino Cué

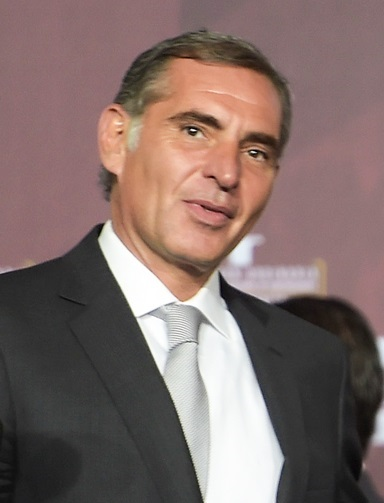
Gabino Cué

Gabino Cué Monteagudo (Oaxaca, 23 februari 1966) is een Mexicaans politicus van Convergentie. Sinds 2010 is hij gouverneur van de zuidelijke deelstaat Oaxaca.
Cué studeerde economie aan het Instituut voor Technologie en Hogere Studies van Monterrey (ITESM) en de Universidad Complutense van Madrid. In 2002 werd hij gekozen tot burgemeester van Oaxaca. Hij was in 2004 kandidaat voor het gouverneurschap voor een coalitie van Convergentie, de Partij van de Democratische Revolutie (PRD) en de Nationale Actiepartij (PAN), hoewel delen van de PRD hem beschuldigden van banden met Diódoro Carrasco Altamirano en Elba Esther Gordillo van de Institutioneel Revolutionaire Partij (PRI), en daarom Héctor Sánchez López van de Volkseenheidpartij (PUP) steunden.
De verkiezingscampagne was felbevochten; op uitgaand gouverneur José Murat van de PRI werd een aanslag gepleegd, waarvan hij de aanhangers van Cué beschuldigde, hoewel niets bewezen kon worden en er wel vermoedens rezen dat Murat de aanslag zelf in scène had gezet. Het huis van Cué werd doorzocht door het Oaxacaanse ministerie van justitie terwijl niet werd ingegrepen toen Murat en andere leden van de Oaxacaanse regering de campagne van PRI-kandidaat Ulises Ruiz steunden (in Mexico mogen zittende politici zich niet bemoeien met verkiezingscampagnes). Hoewel volgens de prognoses Cué de verkiezing zou gaan winnen, won in de uiteindelijke uitslag Ruiz met 47,2 procent tegen 44,6 procent voor Cué, die altijd heeft volgehouden dat Ruiz de verkiezing heeft gestolen.
In de eerste weken van Ruiz' regering beschuldigde deze ervan tijdens zijn periode als burgemeester geld verduisterd zou hebben, maar Cué werd uiteindelijk niet aangeklaagd. In 2005 doken er video's op waarin Cué om geld vroeg voor zijn campagne aan de omstreden Argentijnse zakenman Carlos Ahumada. Cué gaf toe dat er een ontmoeting had plaatsgevonden, maar ontkende geld te hebben aangenomen. 
In 2006 werd Cué in de Kamer van Senatoren gekozen.
In 2010 deed Cue opnieuw een gooi naar het gouverneurschap, opnieuw gesteund door een coalitie van oppositiepartijen. Hij versloeg met een kleine marge de PRI-kandidaat Evariel Pérez en trad op 1 december aan als gouverneur, de eerste niet van PRI-huize in 80 jaar.